# Reproduktivne pravice
Reproduktivne pravice, včasih tudi širše: spolne in reproduktivne svoboščine in pravice, sta zbirna pojma za več vrst pravic in svoboščin, ki se nanašajo na rojevanje otrok in s tem povezana zdravstvena vprašanja. Čeprav spadajo med osnovne pravice in svoboščine človeka, se pravne in družbene ureditve v svetu zelo razlikujejo. Reproduktivne pravice so podsklop spolnega in reproduktivnega zdravja in pravic. Reproduktivnih pravic ne priznavajo vse države, njihovo uresničevanje pa je povezano tudi z uresničevanjem drugih priznanih človekovih pravic, vključno s pravico do zdravja, pravico do nediskriminacije, pravico do zasebnosti in pravico do prepovedi mučenja ali slabega ravnanja. Eno izmed mednarodnih besedil definira reproduktivne pravice na naslednji način:
» ... reproduktivne pravice vključujejo nekatere človekove pravice, ki so že priznane v državnih zakonih, mednarodnih dokumentih o človekovih pravicah in drugih zadevnih dokumentih o soglasju v Združenih narodih. Te pravice temeljijo na priznanju osnovne pravice vseh parov ali posameznikov, da svobodno odločajo o številu, času in razmiku med rojevanjem otrok in da imajo za to informacije in sredstva, ter pravice, da dosežejo najvišjo raven spolnega in reproduktivnega zdravja. Vključuje tudi pravico vseh do odločanja o rojevanju brez diskriminacije, prisile ali nasilja, kot je to določeno v dokumentih o človekovih pravicah. Pri uporabi teh pravic morajo upoštevati potrebe živečih in prihodnjih potomcev in svojo odgovornost do družbe.«

## Reproduktivne pravice žensk
Sklad Združenih narodov za prebivalstvo (UNFPA) in Svetovna zdravstvena organizacija (SZO) se zavzemata za reproduktivne pravice s poudarkom na pravicah žensk. Ženske reproduktivne pravice vključujejo nekatere ali vse od naslednjh: pravica do splava; nadzor rojstev; preprečitev obvezne sterilizacije in kontracepcija; pravica dostopa do kakovostne reproduktivne zdravstvene oskrbe; pravica izobraževanja in dostopa za svobodno in informirano reproduktivno odločanje. Reproduktivne pravice lahko vključujejo tudi pravico do poučitve o spolno prenosljivih okužbah in drugih vidikih spolnosti, pravico do menstruacijskega zdravja in zaščito pred praksami, kakršna je pohabljanje ženskih spolovil (FGM). Splošni komentar št. 36 (2018) k 6. členu Mednarodnega pakta o državljanskih in političnih pravicah o pravici do življenja, ki ga je leta 2018 sprejel Odbor Združenih narodov za človekove pravice, prvič v zgodovini opredeljuje človekovo pravico do splava (vendar tovrstni splošni komentarji ZN veljajo za mehko pravo in kot taki niso pravno zavezujoči). Ženske reproduktivne pravice imajo že dolgo ključno vlogo v razpravah o prenaseljenosti, na njihovo uresničevanje pa močno vplivajo socialno-ekonomske razmere. Za opis tega vidika se uporablja izraz reproduktivna pravičnost.

## Reproduktivne pravice moških
Različne organizacije se zavzemajo tudi za moške reproduktivne pravice tako glede reproduktivnega zdravja kot drugih vidikov spolne reprodukcije. Tri mednarodno izpostavljena vprašanja glede moškega reproduktivnega zdravja so spolno prenosljive bolezni, rak in izpostavljenost toksinom. Razprave sta deležni tudi pravica moškega do splava na papirju in kraja sperme. Teorija izhaja iz predpostavke, da ima ženska, ko zanosi, možnost splava, posvojitve ali starševstva. Moški pa nima nobene od teh možnosti, vendar nanj odločitev ženske vseeno vpliva. V okviru pravno priznane enakosti spolov zagovarja stališče, da bi moral imeti domnevni oče v najzgodnejši fazi nosečnosti pravico, da se odpove vsem prihodnjim starševskim pravicam in finančni odgovornosti, pri čemer ima ozaveščena mati navedene tri možnosti. Feministični argument za moško reproduktivno izbiro trdi, da je neenaka možnost izbire, ki jo imajo moški in ženske v zvezi s starševstvom, dokaz državne prisile, ki daje prednost tradicionalnim spolnim vlogam.